# Berliște
Berliște – wieś w Rumunii, w okręgu Caraș-Severin, w gminie Berliște. W 2011 roku liczyła 375 mieszkańców. 